# 松島號防護巡洋艦
松島号防护巡洋舰（日语：／ Matsushima ?）是旧日本海軍的防护巡洋舰，為松岛级（日方正式名称“松岛型”）命名舰。本舰设计时意图以小吨位舰艇装载大口径火炮，来抗衡当时清朝北洋艦隊的主力舰。甲午戰爭爆发时，本舰作为日本聯合艦隊旗艦参加了多次作战。日俄战争时期本舰退居二线，执行了辅助任务。1908年4月30日凌晨，本舰結束遠洋航海回到日治台灣澎湖馬公港時因彈藥庫自燃而爆炸下沉，350名船員近半數喪生。
本舰得名自宮城縣陸前國名胜松島。松岛级三舰均取名自日本三景，因此三舰经常合称为“三景舰”。

## 设计和概述

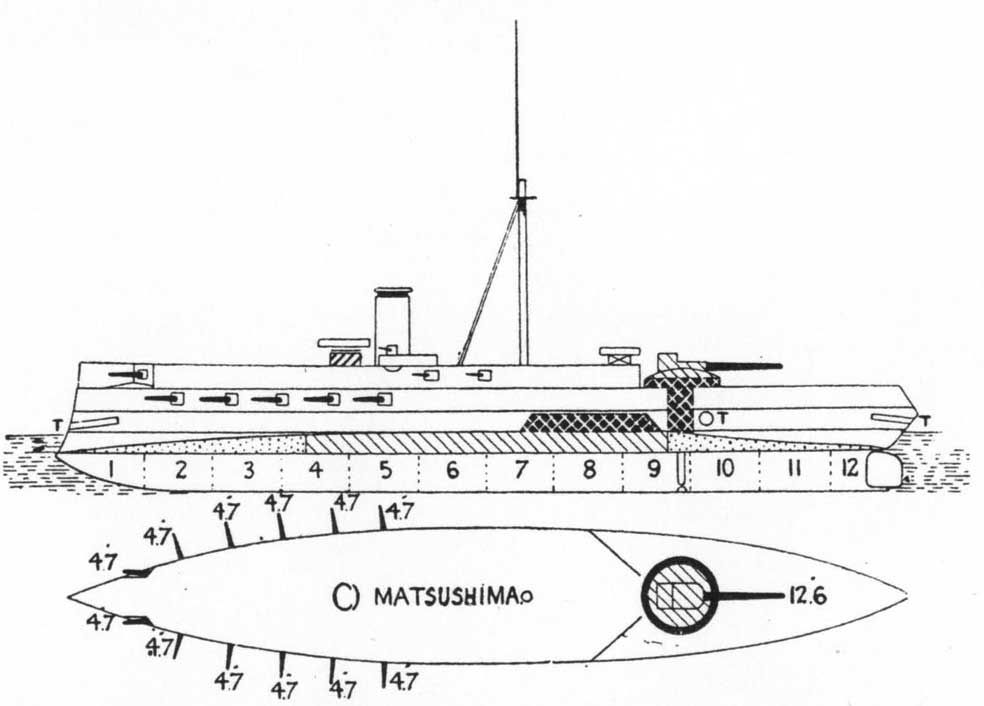
松岛号线图。可见为了平衡舰艉320毫米主炮的重量，副炮全部都挤在了舰体前方。

十九世纪末期正是法国綠水學派风头正劲之时，其主要思想是提倡以造价低廉的小型快速舰艇来抗衡昂贵的铁甲舰。当时日本聘用的法国军事顾问、海军舰艇设计师白劳易也是这一理论的热心支持者。这一理论对于当时国力有限的日本尤为具有吸引力。日本的假想敌清朝当时最大的两艘定远级铁甲舰拥有着305毫米口径的火炮和355毫米的装甲，性能完全凌驾于同时期日本任何军舰；而日本尚无力建造同等程度的大型铁甲舰来与之抗衡，因此日本政府接受了白劳易的建议，在小吨位、轻防御的巡洋舰上搭载大口径火炮，希望能以此击败定远级。
本舰长89.9米、宽15.6米、吃水6.4米，设计吨位4140吨。真正签订契約时，规定的吨位是4277吨。其中中小口径火炮、配套弹药、鱼雷总重452吨，轮机660吨；320毫米主炮及炮架、配套机械218.96吨。舰体采用低碳钢、双层船底，共划分为94个舱室。主机为两台卧式三段膨胀式蒸汽机，设计出力自然通风3,400匹馬力（2,500千瓦特）、强压通风5,400匹馬力（4,000千瓦特）；设计航速16節（30每小時）。但本舰的适航性非常糟糕，实际使用时几乎不可能达到这个速度。
本舰最主要的武装就是舰艉的加奈式320毫米后膛炮，由法国施耐德公司根据加奈式火炮的规范进行制造，内管为英国制造，外管为法国生产。最初设计人员打算采用42倍口径；但有关人员担心火炮过于庞大、转动时会影响军舰的平衡性，因此修改为38倍径（膛线长12160毫米）。主炮炮弹可选用450公斤实心穿甲弹或者350公斤开花弹，备弹60发，有效射程8000米，最大转角285度。主炮备有一个前部敞开式炮罩。整门火炮全重66吨，虽然稍有缩小，但转动时依然会引起舰体侧倾，高海况下根本不能转动；同时为了降低全舰重心，设计师布置了一个非常低矮的火炮甲板，这又导致了极为严重的上浪问题，使得适航性恶化。理论射速10分钟1发，但由于种种限制，实战中射速仅有1小时1发，完全没有达到预期目标。
本舰副炮为12门单装120毫米速射炮，安装在前部两侧，舰艏主甲板下方的炮房内。每门炮备弹120发。轻武器包括哈奇开斯47毫米重型机关炮5门，47毫米轻型机关炮10门（轻型武器另有记载6门哈奇开斯47毫米重型速射炮，12门47毫米轻型速射炮。不过这可能是误用了本舰姊妹舰的数据。又有记载称尚有一门8毫米诺典菲尔德5管机关炮）。鱼雷武器方面，本舰配备了4具鱼雷发射管，舰艏3具、舰艉1具；前后为固定式，两舷为旋转发射架。由于要在仅4000多吨的舰体上塞进如此多的武装，本舰严重超重，设计师被迫牺牲防护能力来降低重心。
本舰要害部位（如轮机舱、弹药库）以及火炮防盾采用了淬火硬化钢。装甲甲板厚40毫米，主炮炮座300毫米。司令塔厚100毫米。

## 舰历

### 建成至战前

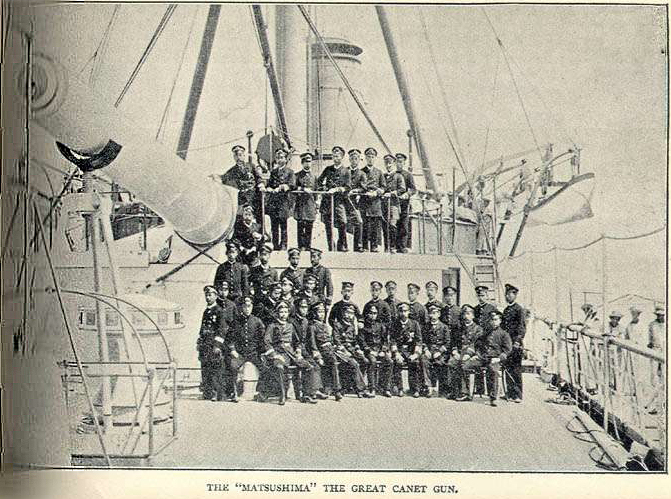
松岛号军官合影

1887年（明治20年）6月6日，日本海军为预定在法国建造的第二号海防舰选定了“松岛”一名。1888年2月17日，法国滨海拉塞讷地中海冶金造船厂开始动工兴建本舰。3月1日在同一家公司开始建造本舰锅炉部分。1890年2月22日本舰下水。同年8月23日，日本海军将本舰划分种别为第一种军舰，入籍佐世保镇守府。
1891年（明治24年）1月29日进行了煤炭消耗试验，日方对成绩很满意。3月25日进行海试，在强压通风下达到了6,519.2匹馬力（4,861.4千瓦特）马力，比原计划超出了1,119.2匹馬力（834.6千瓦特）马力，同样超出预期。日本政府为此根据合同，向承建商支付了30万法郎的奖金。
1892年（明治25年）4月5日松岛正式服役。同年5月9日，先行返航的姊妹舰嚴島出具的检查报告称轮机部分蒸馏水装置有问题，导致复水器供水不足，无法高速运行。鉴于松岛的火管锅炉所使用的烟管类型和严岛一样，5月31日承建方同意，为了避免松岛出现和严岛相同的锅炉问题，将会随舰派出轮机工程人员和维修备件一同返回日本。同年7月23日，松岛从法国土伦军港启程，7月28日抵达那不勒斯。8月2日，日本有关驻欧洲外交人员请示国内，希望让正停泊在那不勒斯的松岛参加9月份在热那亚举行的意大利纪念哥伦布发现美洲博览会暨意大利王国阅舰式。参谋部认为这是一个好机会，可以提升日本在国际上的知名度。但由于未知的原因，松岛依旧8月3日从那不勒斯出发前往亚历山大港，此后经苏伊士运河，同年10月19日返抵日本佐世保。同年10月18日，即到达的前一天，松岛编入常备舰队；12月1日作为常备舰队旗舰。
1893年（明治26年）6月至11月间，崭新的松岛连同千代田、高千穗等进行了一次为期160天的航海训练，航程7,000海里（13,000），沿途访问了中国、朝鲜和俄罗斯。同年11月18日，松岛重新回归常备舰队编制。
1894年（明治27年）6月1日松岛抵达福州马祖岛。此时因为朝鲜东学党起义，中日之间关系已经极为紧张。因应形势，6月3日松岛离开马祖岛，经釜山9日上午抵达仁川，加入防护巡洋舰千代田、风帆巡防艦大和、炮舰赤城、通报舰八重山、无防护巡洋舰筑紫的行列，与北洋舰队防护巡洋舰濟遠號、炮舰操江号、撞击巡洋舰揚威號、岸防战列舰平遠號进行对峙。6月12-15日，7艘日本运输船载运着混成旅团登陆仁川；登陆完成后的21日，松岛离开仁川返回日本。24日，松岛抵达佐世保。
同年7月10日，日本方面为了应对随时会爆发的战争，开始重新编组舰队，各舰艇分别编入常备舰队以及警备舰队中。7月19日警备舰队改称为西海舰队，与常备舰队合称联合舰队。22日，联合舰队开始编组旗下各队，临战前作为主力的本队共编入6舰（本队第一小队联合舰队旗舰松島、千代田、高千穂；第二小队橋立、筑紫、嚴島）。7月25日，第一游击队在豐島海戰中截击护航的北洋舰队军舰。随后中日互相宣战，甲午战争爆发。

### 甲午战争
同年9月14日16时，日军集结第一游击队、本队、第三游击队、辅助舰艇护送大批运输船开始向大同江进发。由于一直没有得到北洋舰队主力的位置的确切情报，16日17时，联合舰队司令长官伊东佑亨海军中将率领本队、第一游击队、炮舰赤城、辅助巡洋舰西京丸出发驶向黄海北部的海洋岛，准备进行侦察行动。17日10:23在本队前面的第一游击队旗舰吉野报告发现不明煤烟。12:05伊东下令全军进入战斗状态。12:52松岛在3500米距离上开始以右舷火炮进行炮击。12:55一发150毫米炮弹击中松岛320毫米炮炮台围壁，导致水压管破裂击；两名在炮位上的炮手负伤，而这门日方寄予厚望的巨炮刚开了一炮即陷入瘫痪状态，只能立即进行抢修。随后双方大致分开成两个部分作战，第一游击队迅速对超勇號、揚威號造成重创；而北洋舰队主力则对准行动相对缓慢的本队倾泻火力。交战不久铁甲舰定遠號、鎮遠號开始有火灾发生，而超勇号、杨威号黑烟冲天。松岛以右舷火炮对超勇号进行了密集的射击，直至超勇号沉没。13:20松岛再次中弹，一发炮弹穿透主甲板击中炮房左侧的第7号机关炮炮位，将火炮摧毁，两人死伤（另一说13:04，1人当场死亡、3人受伤）。14:26松岛的320毫米炮击中了镇远号前部。
14:26，平遠號、广丙号从登陆场赶来，由北洋舰队右翼切入战场，随后两舰绕到松岛的舷侧展开进攻。14:30两舰一度将距离从3000米拉近到1200米，速度较快的广丙号随即向松岛发起了突击。日舰还以凶猛的火力，防御薄弱的广丙号无法进一步逼近发射鱼雷，只能被迫转向，而航速较慢的平远号接替广丙号继续进攻。14:30前后松岛开始准备发射舷侧鱼雷。14:34，平远号的260毫米主炮击中了松岛的舷侧。这发炮弹击穿了松岛的船壳板，从左舷中部临时作为医疗室的军官次室斜穿而过，席卷了舱内后，又击穿了隔舱壁的1毫米钢板，飞入中部鱼雷发射室，从左舷鱼雷发射管下飞过，最后击中320毫米主炮炮架下方，摧毁了主炮的液压机构的油罐。这发命中使得多人伤亡，而主炮则彻底瘫痪，完全失去了作用。与此同时，松岛以速射炮对平远号展开猛烈的还击，平远号260毫米主炮旋转机构同样遭到破坏，主炮瘫痪。虽然双方都几乎在同一时间失去了主炮，然而两舰官兵继续用速射炮进行近距离搏斗。平远号重点对松岛刚刚挨了一发260毫米弹的地方进行攻击，15:10平远号的一发47毫米炮击穿松岛左舷中部鱼雷发射室上部，在桅杆下部爆炸，左舷两名鱼雷操作员身亡、左舷鱼雷发射管电路破损；日方人员回忆松岛甲板血肉相混，走路打滑，来不及冲洗时只能先在甲板上撒沙子。
与平远号交战后，伊东下令本队右转折返，以左舷与北洋舰队主力继续作战。松岛距离定远约3000米时开始以左舷火炮攻击。此时从松岛上可以观察到定远号、镇远号两艘铁甲舰虽然长时间经受日舰攻击，但舰身外观依旧完整无大损伤；然而定远号此时主桅已经折断，上层甲板的人员伤亡和器具损坏看起来都相当严重。15:30就在定远号旁边不远的镇远号发射的两发305毫米炮弹先后击中松岛。镇远号的第一发炮弹很可能是实心弹，炮弹从松岛左舷火炮甲板第4号速射炮炮位（左舷舰艏开始第2门炮）上方穿过，然后横扫了整个炮廊，击穿主甲板从右侧打了一个洞飞入海中。第二发炮弹命中与上一发炮弹接近，不同之处在于这是一发装填了90磅黑火药的开花弹。这发炮弹直接命中了第4号速射炮的炮盾并发生爆炸，受到命中的120毫米炮整个炮身被炸飞，炮管因为巨大的冲击而扭曲成月牙形。而更为致命的是命中点堆积着大量的弹药，这门被炸飞了的120毫米炮的炮管猛烈地砸中了地上堆放着的炮弹和硫化棉发射药，引起了一连串的爆炸。爆炸产生的冲击波将松岛的前部主甲板顶高了2、3尺，左舷船壳板则撕开了一大块，支撑甲板的铁柱铁梁有不少受到冲击扯断。主甲板左右侧都造成了破洞，大量海水涌入舰内，舰体侧倾5度。接连的爆炸和随后的大火使得大量的电力、通信、蒸汽管道乃至升降口和梯子毁坏。火灾逐渐蔓延至火炮甲板下方的弹药库，而燃烧产生的有毒浓烟一度迫使日军损管人员无法靠近。然而对于日方来说万幸、对于中方则无比惋惜的是，此时战场上突然刮起大风，新鲜空气吹入松岛已经千疮百孔的舰体，减轻了毒气，消防队得以趁机进行灭火。经过30分钟的扑救，至16时左右大火方才熄灭。这一击使得28人当场丧生，另有68人重伤；全舰损失了将近1/3人员，再扣除掉尚需大量人员维持轮机部分的运作，此时松岛已经几近完全丧失战斗力，为了填补炮手空缺，军乐队也需要充当炮手。火炮方面，左舷120毫米速射炮损失严重，右舷火炮损失相对轻微；120毫米速射炮仅剩下5-10号炮共6门，其余尽皆损坏。松岛乘员试图重新组织攻势，然而舱内各种火炮操作设备和电缆损坏严重，舰上水兵只能到处摸索还能用的设备。至16时火灾扑灭，大火将司令塔内的液压舵机烧坏，只能依靠人力操舵。松岛已经完全无法再战，16:07伊东佑亨被迫下令挂起“各舰各自为战”的信号旗。当天海战最后阶段松岛基本不再参与。当天战斗松岛伤亡为全部日舰中最惨重的一艘，死57人、负伤56人，死亡人数占日军一半，负伤者也占了三分之一。

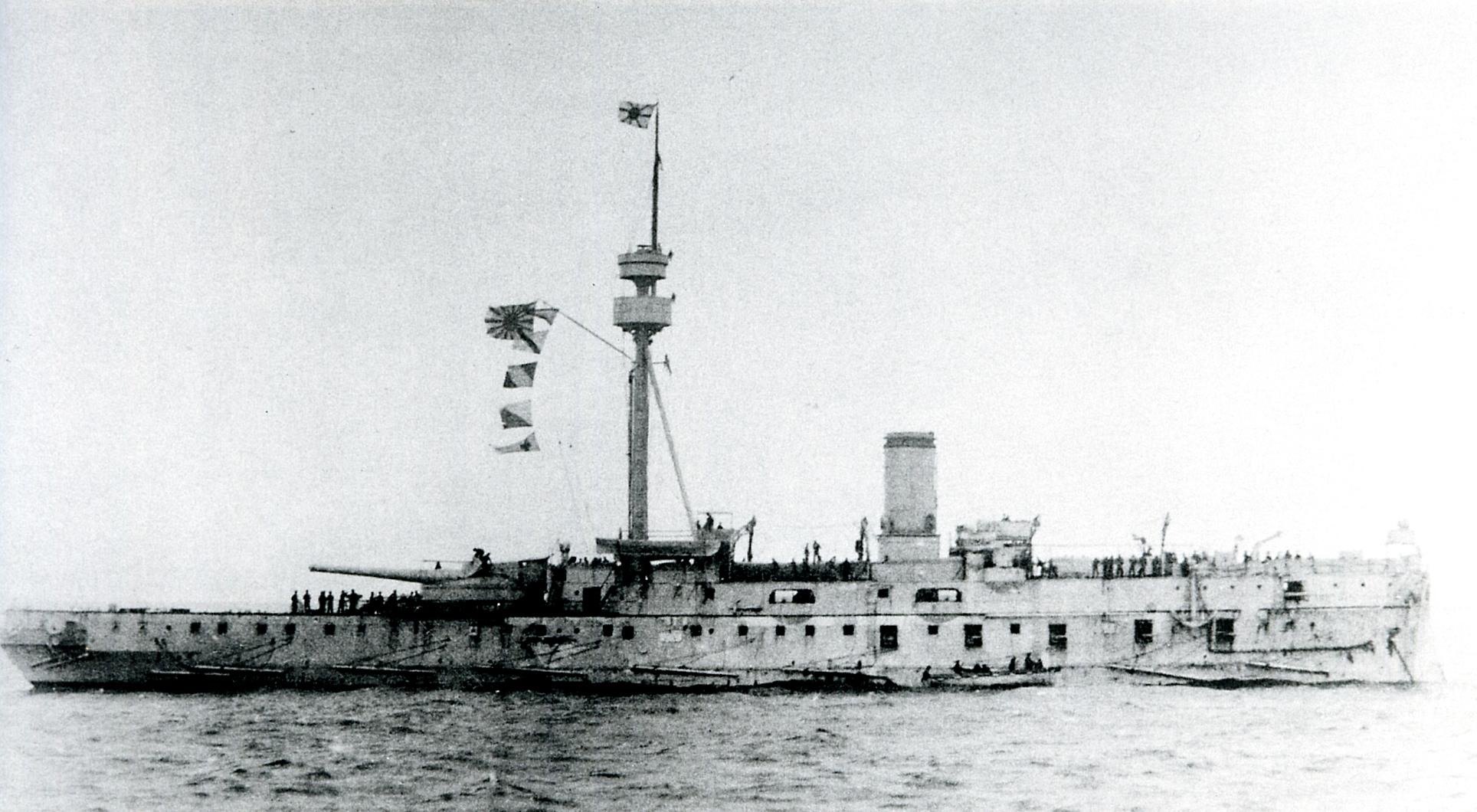
1895年在澎湖群岛外海

本次交战后，由于松岛受到的损伤实在太过严重，当晚20时伊东转换旗舰到桥立上。松岛则返回吴港进行修理。这次维修一直持续到11月4日，当天松岛匆匆出港赶往大连湾。6日天刚亮，本队（旗舰桥立、千代田、严岛、浪速、松岛）、第一游击队从里长山群岛泊地出发前往大连湾。14时舰队在大连湾距离陆地5海里的地方进行扫雷作业，日军一直忙到傍晚才确认清军并没有布雷。7日黎明日舰炮击岸边炮台，不过没有收到反击。日舰炮轰了一阵，直到发现炮台上升起了日本旗方才停止炮击。13日伊东重新换乘回松岛，序列变为本队（旗舰松岛、千代田、严岛、桥立）。21日01时舰队向旅顺口运动，05时到达崂嵂嘴炮台海湾边。06:15清军炮台首先开始攻击，日舰随后进行还击。至24日旅顺口之战基本结束，25日各舰在旅顺港外进行扫雷作业，27日返回大连湾。
同年1月19日，联合舰队各队陆续从大连湾陆续出港，20日护送着第一批运输部队抵达预定的登陆场。1月30日下午本队及第一游击队在威海卫海湾进行支援作战。16:13日舰以单纵阵展开，向日岛炮台逼近。16:40日舰抵达距离日岛7000米处，刘公岛东炮台首先开炮，稍后威海卫内的北洋舰艇也开始开火。17:05日落难以观测，日舰退出战斗。1月底至2月初，日军逐步攻陷了威海卫的外围炮台，北洋舰队残存舰艇只能困守于威海卫泊地内。2月3日10:45本队以及第一游击队再次出现在日岛4500米处，日岛和刘公岛的炮台以及北洋舰艇进行了有力的回击，迫使日舰放弃了同时进攻两处炮台的打算，而是改为先往刘公岛东南角运动，避开日岛和舰队的攻击。11:50日舰见炮击无果，遂退去。这一天的战斗中清军炮击相较1月30日的时候更为准确，落点经常在距离各日舰仅4、5米处；然而即使如此，日军依然没有舰艇受到直击弹命中，也无人伤亡。2月7日，伊东祐亨判断两次鱼雷艇袭击后，定远、来远、威远等主要舰艇坐沉，北洋舰队已经军心涣散，于是下令联合舰队总攻。第一游击队4舰跟随在本队后，同编为右军，单纵阵10节航速向威海湾东口前进，主要攻击刘公岛炮台；第二、第三、第四游击队共15艘为左军，目标为日岛炮台。07:35刘公岛东炮台首先对来袭日舰迎击，07:38松岛在3500米距离上开炮还击。07:40一发炮弹先是落在松岛左舷舰艏200米外海面，然后再弹飞起来从前舰桥上空飞过，击穿了烟囱，导致3名在舰桥以及司令塔上的官兵负伤。交战中清军的10来艘鱼雷艇突然从港内高速驶出。日军误以为是北洋舰队出港准备决一死战，这是用鱼雷艇先行发动攻击以扰乱日军阵列；这使得日舰匆忙采取防范鱼雷艇的阵势。清军鱼雷艇并没有恋战，而是趁机高速脱离。反应过来的第一游击队立即全速追击，而本队由于航速缓慢，于是留在原地监视北洋舰队残余舰艇。至12日，一直苦苦支撑的威海卫清军在人员伤亡惨重、弹药告罄、援军又迟迟不至的情况下，被迫向日军投降。
日军攻陷威海卫之后，日本海军已经完全控制华北一带制海权，各舰陆续回国整修准备对南中国地区发动新的攻势。2月27日，松岛回吴港整修。3月23日上午，日军发起澎湖登陆战，浪速、高千穂、秋津洲逼近岸边与炮台交战，而本队则掩护运输船从澎湖里正角登陆。

### 十年间战时期

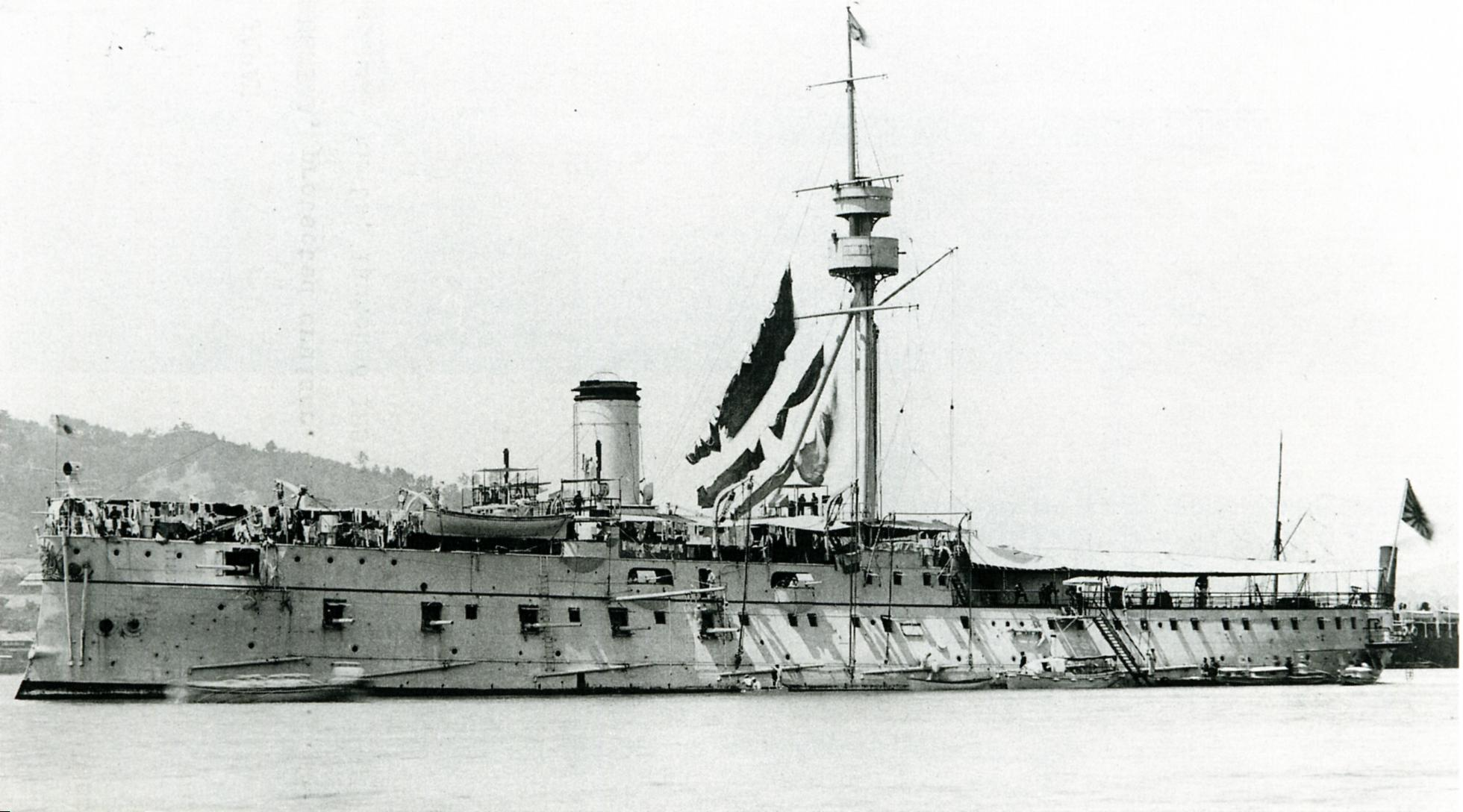
挂阅兵旗帜, 1896年

1897年（明治30年）10月29日16:30，旧式铁甲舰扶桑在爱媛县长浜町停泊时，一阵强风袭来，使得扶桑的锚链断裂，导致扶桑撞上了松岛的舰艏撞角。随后扶桑又与严岛发生碰撞，16:57沉没。一年后日本海军才成功把扶桑打捞起来，送去维修。
1898年（明治31年）3月21日，日本海军制定了军舰及鱼雷艇类别表，将排水量3500吨以上、7000吨以下者列为二等巡洋舰。根据这一规定，松岛等共9艘军舰划入二等巡洋舰之列。同年由于美西战争，松岛从5月3日至9月15日参与了台湾与马尼拉之间的护航行动。
1900年（明治33年）4月，松岛参加了日本海军的大演习。同年12月12日，松岛从横须贺出发，经佐世保，12月22日抵达芝罘，参与镇压义和团运动。次年1月26日离开回国。
1901年（明治34年）2月起，松岛在佐世保海军工厂进行大修，将原有的6座旧式锅炉更换为性能更可靠的贝尔维尔式锅炉，同时舰上的轻武器也进行了更换。
1902年（明治35年），美日之间就南鸟岛发生主权争议。日本政府得知美国人准备登岛时，立即派出松岛搭载陆战队前往当地抢先进行登陆。后美日双方签署协议，同意该岛为日本领土。
1903年（明治36年），松岛进行了一次远洋航海训练，访问了东南亚和澳大利亚。
1903-1904年间，日本和俄国之间为了争夺在朝鲜的权益而展开了激烈的竞争。1903年12月下旬日本将常备舰队解散，重新编成为第一、二、三舰队，其中第一、第二舰队编组为联合舰队，片冈七郎海军中将的第三舰队则停泊于吴军港以及竹敷要港待命。此时松岛已经退居二线，因此编列入第三舰队第五战队（舰队旗舰嚴島、鎮遠、橋立、松島），司令山田彦八海军少将。

### 日俄战争
1904年（明治37年）2月8-9日夜间日本对驻泊在旅顺港（俄方称亚瑟港）的太平洋舰队旅顺分舰队突然发动鱼雷袭击，日俄战争爆发。同年3月4日，第三舰队编入联合舰队。此后第五战队也投入到对旅顺港的封锁行动中去。
同年6月23日05:40，困守在旅顺的旅顺分舰队试图突围，日军主力尽出进行堵截。当天松岛留在大窑口海湾进行警戒，没有参与到是次行动。8月9日，侦察防护巡洋舰诺维克号带领若干炮舰、驱逐舰再次来到鲜生角东湾，这次第五战队4舰全体迎战，俄舰稍作交火便行退去。
随着日军在陆地上的推进，日军的陆军重炮已经可以对港内俄舰造成严重的威胁。8月10日俄舰被迫再次尝试突围。当天第五战队（桥立、松岛；镇远在去往大崮口的路上、严岛在里长山群岛）正逡巡于小平岛附近，收到警报后立即赶赴遇岩以西进行监视。看见第一战队来到之后，13:08第五战队也投入行动，试图堵截俄舰。不久第五战队和镇远在遇岩会合（序列变为桥立、松岛、镇远）。交战中俄军旗舰皇太子号司令塔受到日军大口径炮弹命中，司令威廉·维特捷夫特海军少将战死，俄舰陷入了混乱。第五战队遂从俄舰西北方向进行包抄。19:10第五战队靠近俄舰，不久俄舰主力即掉头向西撤退。第五战队一度进行了追击。是次作战松岛没有受损记录。

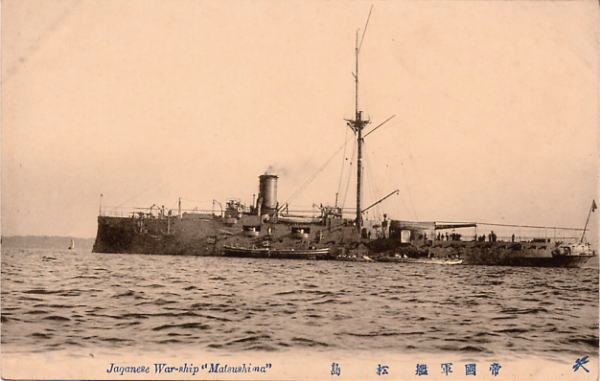
一张1905年明信片

同年12月下旬，旅順會戰进入尾声，第一太平洋舰队（原太平洋舰队）已经全军覆没，而由齐诺维·罗杰斯特文斯基海军少将率领、从波罗的海舰队抽调舰艇而编成的救援舰队（第二太平洋舰队）正在一路杀来。联合舰队决定进行整修，以应对即将来临的决战。为此联合舰队重新进行整编，第五战队（舰队旗舰嚴島、鎮遠、松島、战队旗舰橋立、通报舰八重山）改由武富邦鼎海军少将出任司令。
1905年5月27日，俄国第二太平洋舰队在对马海峡遭遇联合舰队主力拦截。当天早上，第五战队接到俄国舰队的目击报告后立即从尾崎湾出发，09:55到达神埼南偏东7.5海里（13.9）处。之后第五战队在俄舰左舷4—5海里（7.4—9.3）的地方徘徊。中途俄舰一度转向，靠近第五战队至射程范围内并对其进行攻击，第五战队于是退后了一些进行避让。14:10双方主力舰开始交战，于是第五、第六战队迅速靠近，试图寻找战机。15:15日舰发现奥列格号在内的俄国巡洋舰分队。俄舰首先开火，第五战队则一直引而不发，同时继续拉近距离。至16:10俄国巡洋舰已经和第三、第四、第六战队扭打在一起，第五战队全速靠近，17:08松岛在7000米距离上开火。不久松岛因舵机故障脱离了队列。当天第五战队的交战时间相比其他战队要短得多，因此损伤极为轻微。松岛舰上仅有一人因为炮弹碎片而受轻伤。
27日深夜日军除驱逐舰外其余舰艇退往郁陵岛重新集结。28日凌晨日军开始进行搜索。05:00第五战队首先发现了俄国残存主力的踪迹。第五、第六战队一路尾随在俄舰，与赶来的第一、第二战队前后夹击。最终俄国残存主力各舰向日军投降。
同年6月14日，日本方面重新调整编组，原第五战队大部转入第四舰队第八战队旗下（严岛、桥立、松岛）。19日联合舰队下令，第八战队临时配属到第三舰队内，负责警戒对马海峡。

### 战后至结局
日俄战争结束后，松岛重新成为训练舰，1906、1907、1908三年均搭载军官候补生进行远洋航海，目的地依然是东南亚和澳大利亚。
1908年4月30日凌晨，海軍學校第35期學生實習，剛結束遠洋航海回到日治台灣澎湖馬公港時因彈藥庫藥火自然燃燒而爆炸下沉，350名船員近半數喪生，當時日方在馬公設立松島紀念館、松島紀念公園、慰靈碑，今僅存慰靈碑。同年7月31日，日方将松岛除籍。日后有关方面打捞起松岛残骸并进行拆解。
今愛知縣美濱町大御堂寺有关于松岛的纪念，正殿门前保存着一枚松岛的320毫米主炮炮弹，重450公斤，立高97.5厘米。

## 逸事

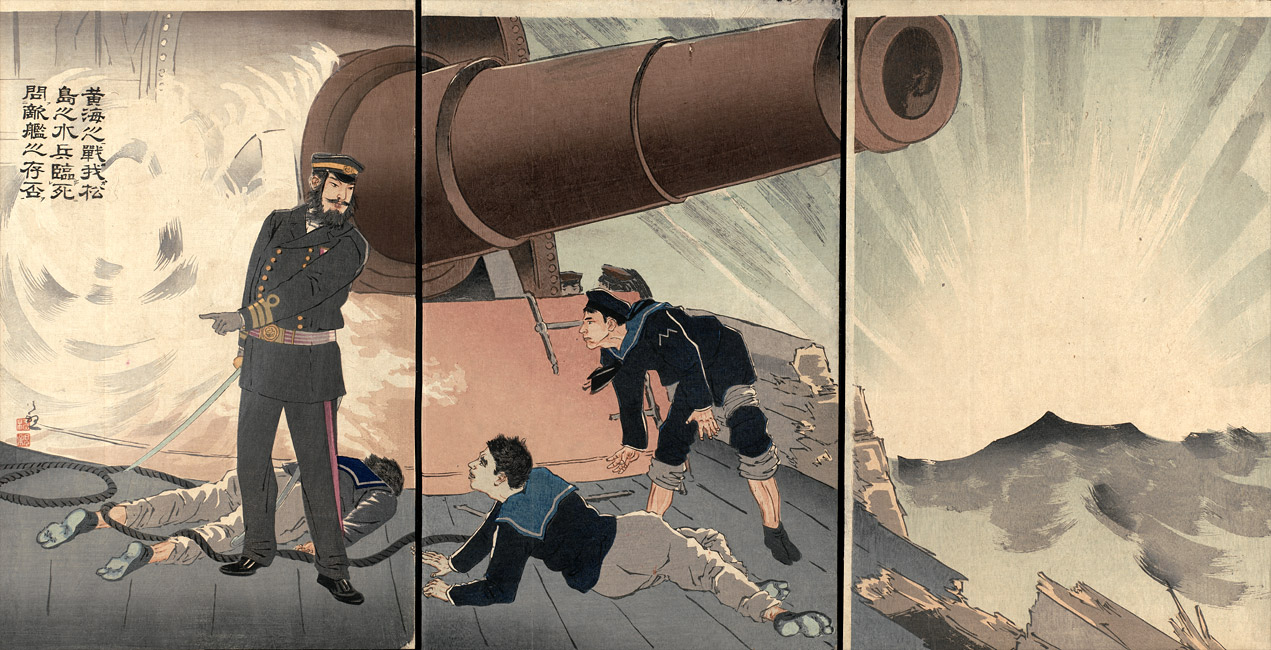
日本甲午战争绘画，描绘松岛号负伤水兵临死前询问战况的场景。小林清亲，1894年。

松岛在作战中遭到重创后，相传一位名叫三浦虎次郎的三等水兵在负重伤弥留之际，向其副舰长向山慎吉海军少佐询问“定远还没有沉没吗？（日语：マダ沈マズヤ定遠ハ）”。这一事情受到了日本各界的宣扬，用以赞扬日本军人勇战的精神。还有人根据三浦的故事而谱写了一首歌曲《勇敢的水兵》，将这句询问的话加进了歌词里。不过在甲午战争期间及刚结束的时候的出版物虽然有不少提到类似的事情，但很少提到三浦本人。比如：
- 《黄海海战中松岛舰内状况》：负伤者有人询问“定远、镇远状况如何”（未提及具体姓名）[98]；
- 《黄海大海战·上卷》：大石馨海军少尉候补生因重伤被抬到医疗室时说道：“我已经有了觉悟会有这样的情况，只是看不到最后的战况，实在遗憾。”看护的人员安慰他，“请放心，我们已经击沉了敌舰，我们取得了大胜。”（未提到三浦）[43]。不过1905年的一本出版物里又记述大石死前仅留下一句话“拜托了”[99]。

另一方面，由于中日两国立场的不同，这句临死前的询问在中文出版物和网络中则往往变成了另一种模式。比如：
- 《甲午海战》：在一片狼藉的炮房内，腹部受伤的三等水兵三浦虎次郎发出感叹，“定远舰怎么还打不沉啊！”[100]。

## 艦長

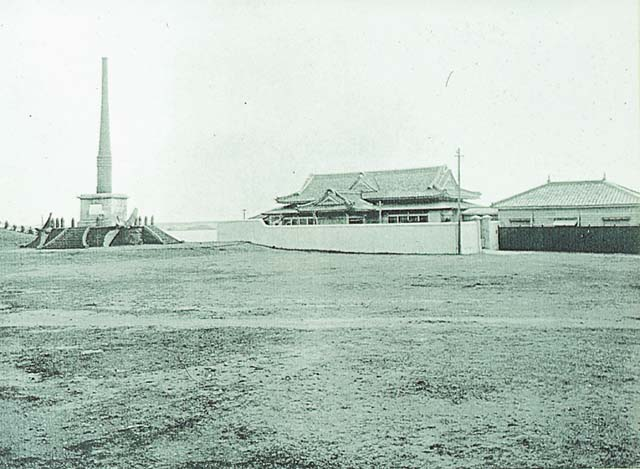
臺灣澎湖馬公公園內的松島艦遭難慰靈碑/紀念碑，以松島艦主砲砲身與螺旋推進器所建造

下表系根据《日本海軍史》第9、10卷，以及《官報》进行整理。
返航委員長
- 鮫島員規 海军大佐：1891年6月17日 - 1892年11月9日

艦長
- 鮫島員規 海军大佐：1891年8月28日 - 1893年5月20日
- 野村貞 海军大佐：1893年5月20日 - 1894年2月26日
- 尾本知道 海军大佐：1894年2月26日 - 1894年12月5日
- 有栖川宮威仁親王 海军大佐：1894年12月5日 - 1895年5月18日
- 日高壮之丞 海军大佐：1895年5月18日 - 7月25日
- 松永雄樹 海军大佐：1895年7月25日 - 9月28日
- 泽良煥 海军大佐：1895年12月27日 - 1897年12月27日
- 樱井規矩之左右 海军大佐：1897年12月27日 - 1898年3月1日
- 遠藤喜太郎 海军大佐：1898年3月1日 - 1899年2月1日
- 瓜生外吉 海军大佐：1899年2月1日 - 6月17日
- 大井上久麿 海军大佐：1900年2月13日 - 12月6日
- 寺垣猪三 海军大佐：1900年12月6日 - 1901年2月4日
- 伊地知彦次郎 海军大佐：1902年6月11日 - 1903年9月26日
- 川島令次郎 海军大佐：1903年9月26日 - 1905年1月12日
- 奥宮衛 海军大佐：1905年1月12日 - 1906年10月12日
- 野間口兼雄 海军大佐：1906年10月12日 - 1907年9月28日
- 矢代由德 海军大佐：1907年9月28日 - 1908年4月30日遇难